# コンフィ
コンフィ（フランス語：confit）はフランス料理の調理法であり、各種の食材を風味をよくし、なおかつ保存性を上げることのできる物質に浸して調理した食品の総称である。主に南西フランスで用いられる。コンフィにする食材は肉と果物であることが多く、肉の場合は油脂を、果物の場合は砂糖を用いて調理するのが通例である。密閉して冷所に保管すれば、コンフィは数ヶ月の保存に耐え、さらに繰り返し再加熱することにより保存期間を延長することができる。コンフィは食物を保存するための最も古い方法の1つで、類似の調理法はヨーロッパの他地域や中東、北米でも見られる。

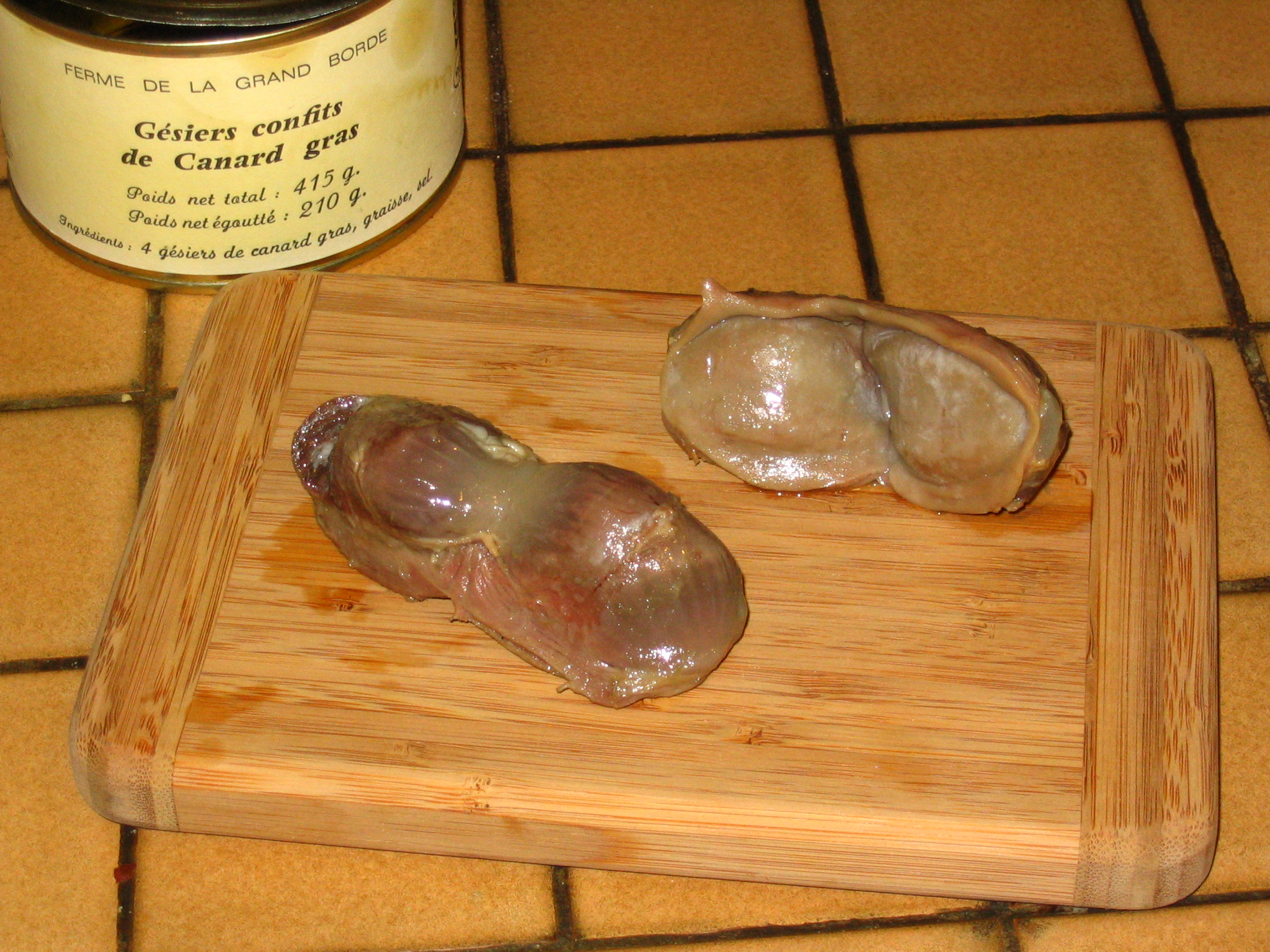
アヒルの砂肝のコンフィ

## 語源
この言葉は、フランス語の動詞「コンフィル」（"confire"、「保存する」）を語源とする。「コンフィル」はラテン語で「行う、生産する、作る、準備をする」ことを意味する「コンフィケレ」（"conficere"）が語源である。フランス語の動詞としてのこの語は、中世に果物を砂糖の中で調理保存したものに対して使われ始めた。

## 肉のコンフィ
食肉をコンフィに加工する場合、油脂に素材を浸し、揚げ物にするよりも低い温度でゆっくりと加熱して調理する。

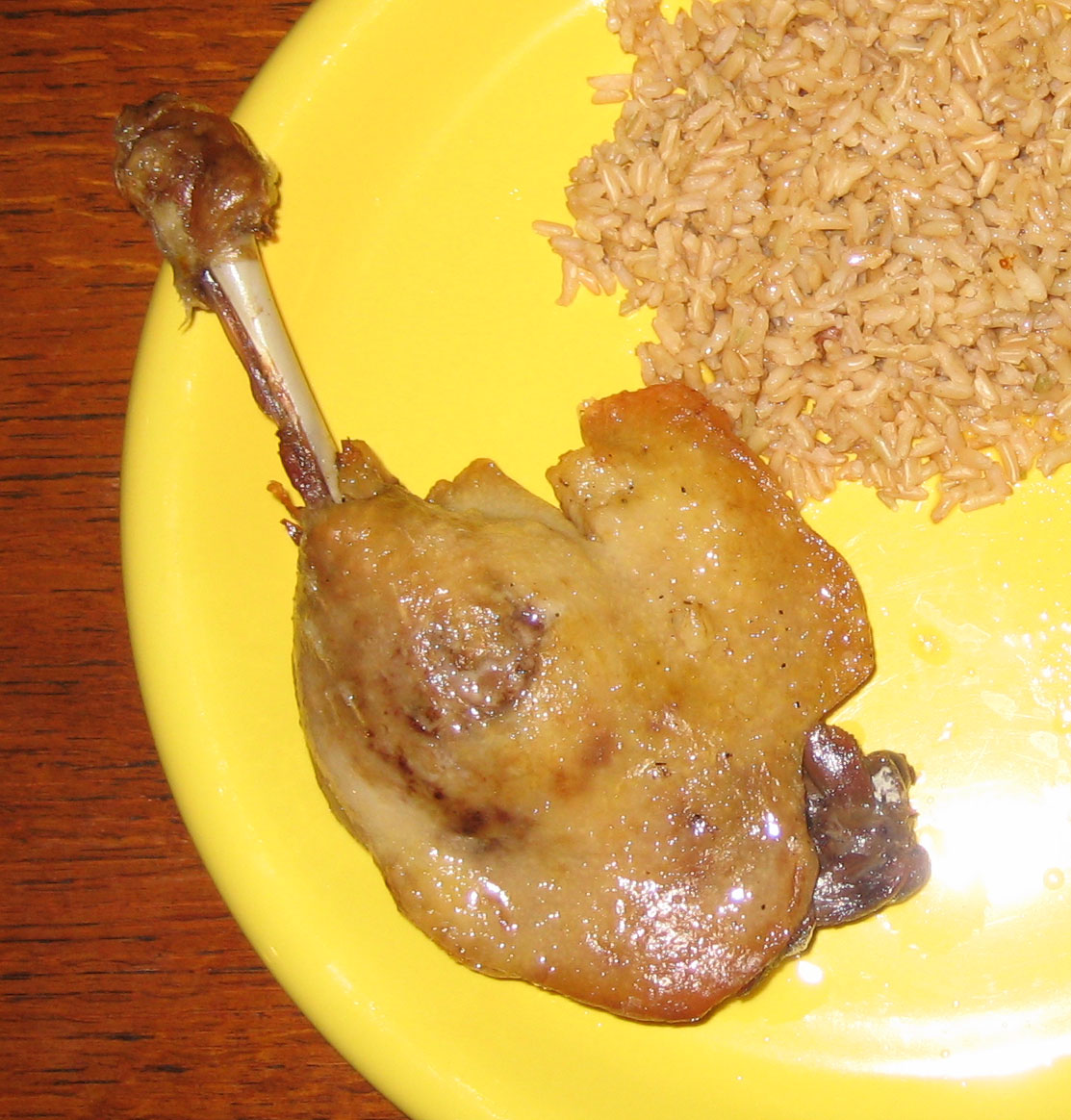
Confit de canard (アヒルのコンフィ)

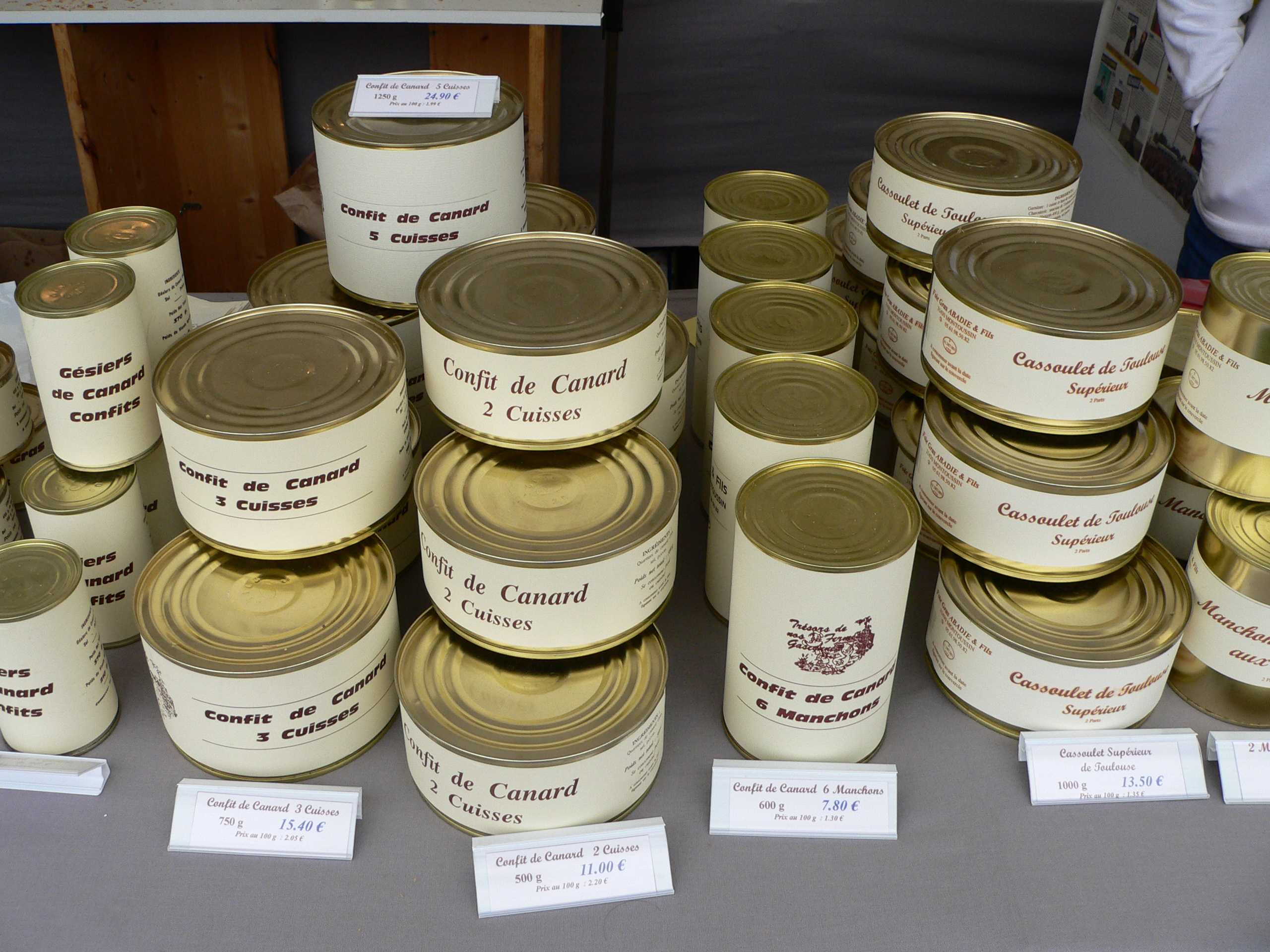
アヒルのコンフィとカスレの缶詰

ガチョウのコンフィ（コンフィ・ドワ、confit d'oie）およびアヒルのコンフィ（コンフィ・ド・カナール、confit de canard）は、通常これらの鳥の脚で作る。肉に塩とハーブをまぶして油脂の中で低温で加熱した後、そのまま冷やして凝固した油脂の中で保存する。七面鳥や豚肉でも同様である。肉のコンフィは南西フランス（トゥールーズ、ドルドーニュ県など）の料理で、カスレなどと共に供される。現在ではコンフィは贅沢な料理と考えられているが、元々は冷凍技術のない時代に肉を保存する手段として始められた。

### 歴史
伝統的な肉のコンフィには、ガチョウやアヒルのような水鳥と豚肉の両方がある。アヒルの砂嚢（砂肝）も一般にコンフィとして調理され、様々なコンフィがフランス南部の至る所で作られている。
伝統的に肉の保存にコンフィが用いられてきた「コンフィ文化圏」は、オクシタニアの域内にある。この地域では伝統的にガチョウの脂肪を調理に使用してきた。これは、おなじオクシタニアに位置する地域でもオリーブが豊富で安価であったプロヴァンスでオリーブ・オイルが調理に使われてきたのと対照的である。ガチョウ脂肪文化圏であるラングドック地方では、ガチョウを肥育してフォアグラを生産するのが盛んで、そのときに得られる脂肪を多量に含んだ肉の部分をコンフィにして保存食として活用してきた。
コンフィ文化圏は何の肉をコンフィに用いるかによって2つに大別される。
ガチョウのコンフィは、ベアルン地方、バスク地方で伝統料理のカスレおよびガルビュールと共に供される。
一方、アヒルのコンフィはサントンジュ地方やブラントーム地方でしばしばジャガイモやセイヨウショウロと共に供される。
水鳥以外の肉でもしばしばコンフィが作られるが、古典的には真のコンフィとはされていない。フランス語では、コンフィを「アヒルのコンフィ」（"confit de canard"）あるいは「ガチョウのコンフィ」（"confit d'oie"）に限定しており、他の肉をアヒルまたはガチョウの脂肪を用いてコンフィの製法で調理した料理は「コンフィの中で」を意味する「アン・コンフィ」（"en confit"）を付して表現する。例えば、ガチョウ脂肪の中で料理された鶏は「プーレ・アン・コンフィ」（"poulet en confit"）と呼ばれる。

## 果物のコンフィ
果物のコンフィ（フリュイ・コンフィ、"fruits confits"）は、果物をまるごと、または切ってから砂糖漬けにした後、砂糖の中で保存したものである。果物の芯まで砂糖をしみこませなければならないため、大きな果物ほどコンフィに長い時間を要する。したがって、サクランボのような小果実は丸ごとコンフィにされるが、メロンなどの大きな果物が丸ごとコンフィにされることは珍しく、大きな果物のコンフィは高価である。
サクランボなど小さな果物のコンフィは、伝統的に豪奢なケーキの装飾物として使用されている。フランス語の表現「ラ・スリーズ・シュル・ル・ガトー」（la cerise sur le gâteau、「ケーキの上のサクランボ」）は「あると望ましいが不可欠ではない補足的な仕上げ」を意味するために比喩的に使用され、英語の表現の「ジ・アイシング・オン・ザ・ケイク」（the icing on the cake、「ケーキに塗ったアイシング」）あるいは「ザ・チェリー・オン・トップ」（the cherry on top、「てっぺんのさくらんぼ」）に相当する。